# Tata Young
Pour les articles homonymes, voir Tata et Young.
Tata Young (thaï : อมิตา มารี ยัง ou ทาทา ยัง ouอมิตา ทาทา ยัง ou อมิตา ยัง สีณพงศ์ภิภิธ), née Amita Marie Young le 14 décembre 1980 en Thaïlande à Bangkok, est une chanteuse de pop thaïlandaise et une actrice.

## Biographie
Tata est thaïlandaise par sa mère et américaine par son père. Son surnom Tata fut choisi par ses parents lorsqu'ils visitèrent l'Inde après sa naissance et qu'ils aimèrent ce nom, Tata étant le nom d'une des plus grandes compagnies industrielles indiennes. À 11 ans, elle gagne un concours national de chant, et signe son premier contrat à 14 ans. Elle étudie à l'école Internationale anglaise Pattana de Bangkok dans la même promotion que le chanteur indonésien/écossais Joni Anwar du célèbre duo pop thaïlandais Raptor.
Elle a joué dans trois films dont L'Histoire du vélo rouge et O-Negative, ainsi que dans une série télévisée, La Bougie (Plai Tiea/ Plai Thian /ปลายเทียน / Wick of the Candle). Elle a chanté Reach For the Star lors de la cérémonie d'ouverture des 13e Jeux Asiatiques en 1998 et aussi la partie anglaise de la chanson du film indien Dhoom (2004).
En 2004, Tata Young devient une superstar de la musique en Thaïlande mais aussi en Asie avec son premier album en langue anglaise I believe : cet album se vend à 12 millions d'exemplaires en Asie et à plus de 300 000 exemplaires au Japon. 

## Discographie
Il existe 8 albums studio et de nombreux DVD de concerts et karaoké de Tata Young:
- 1995 - Amita Tata Young
- 1997 - Amazing TATA
- 2001 - Tata Young[6]
- 2003 - Real TT
- 2004 - I Believe (English)
- 2005 - Dangerous TATA
- 2006 - Temperature Rising (English)
- 2008 - One Love
- 2009 - Ready for Love (English)

### 8 Albums studio
- 2004 : Dhoom Dhoom
- 2005  : Life is Action
- 2008 : Here Today

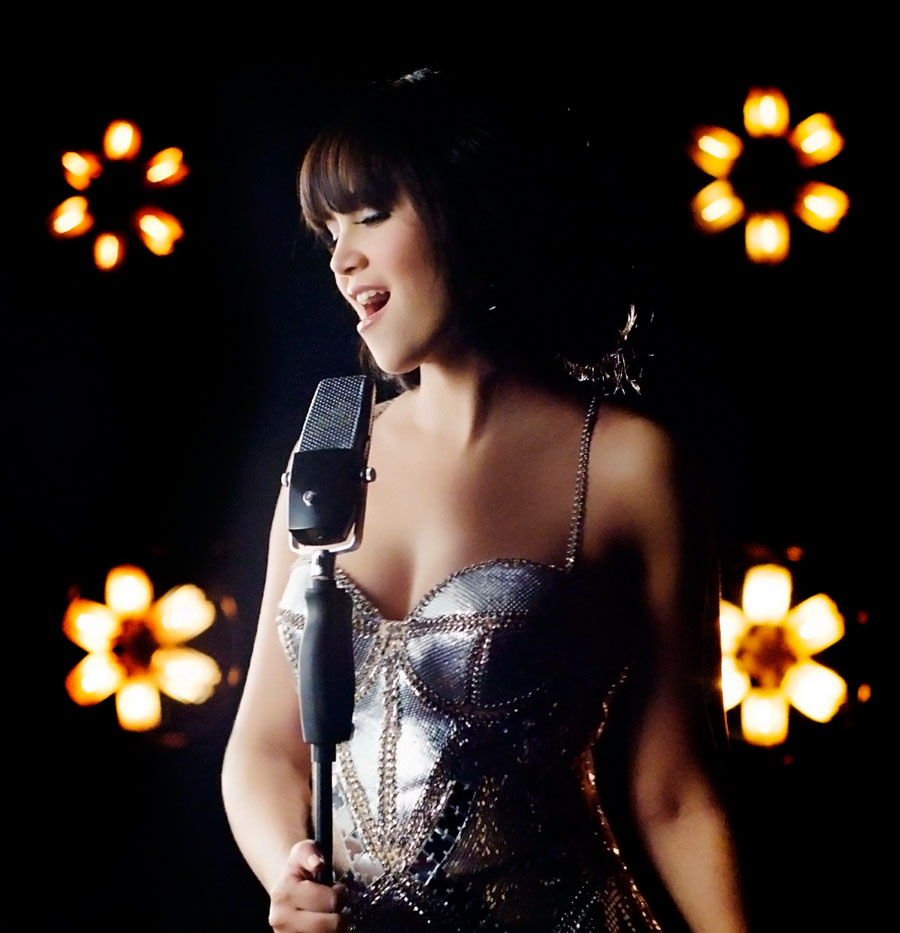
Tata Young en 2009

- 2010 : My Bloody Valentine (Thai Version)
- 2010 : Ready for Love (Thai Version)
- 2011 : ช็อต / Shot (Remix)
- 2011 : Let's Play
- 2012 : Where Do We Go (duo avec Thanh Bui)

## Filmographie

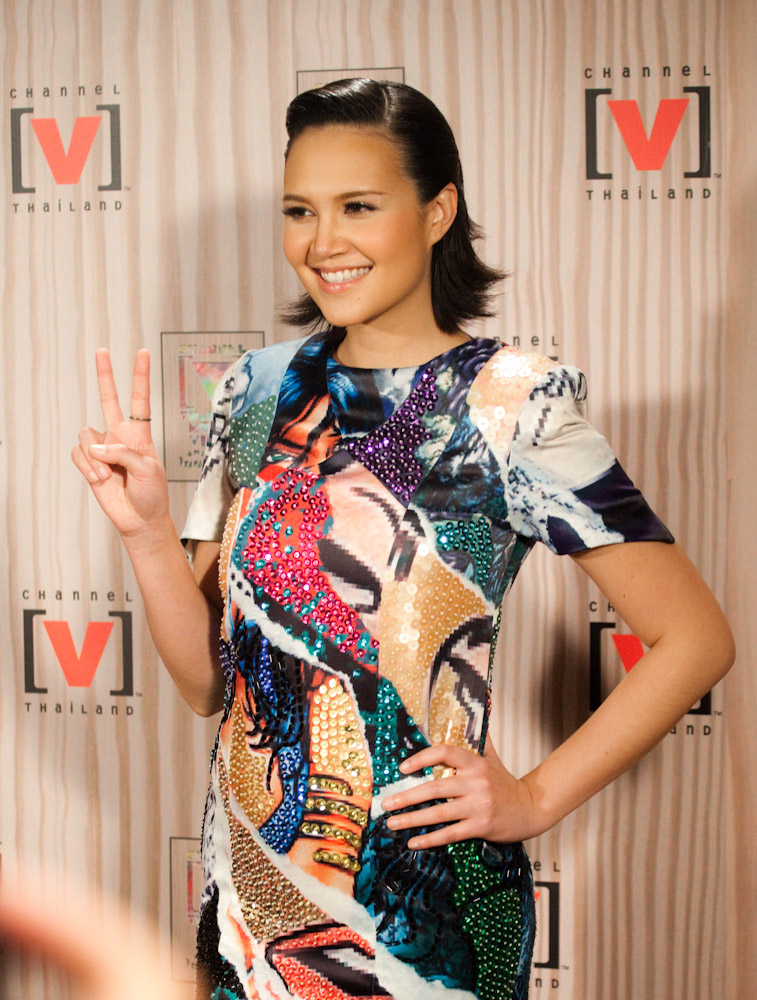
Tata Young en 2009

- Tata Young en 20091997 - L'Histoire du vélo rouge (The Red Bike Story / จักรยานสีแดง / Jakkayan see daeng) réalisé par Euthana Mukdasanit
- 1998 - O-Negative / รัก-ออกแบบไม่ได้[7]
- 2009 - Bitter/Sweet / ข้ามฟ้าหาสูตรรัก